# 루이 2세 드 부르봉콩데
루이 2세 드 부르봉콩데(Louis II de Bourbon-Condé, 1621년 11월 8일 파리 - 1686년 11월 11일 퐁텐블로)는 프랑스의 대귀족이다. 대 콩데(le Grand Condé 그랑 콩데[*]), 작위명을 따서 앙기앵 공작(duc d'Enghien)으로 부르기도 한다. 부르봉 왕조의 방계인 콩데 가문 출신으로, 루이 14세와는 9촌이다.
콩데는 30년 전쟁 후반기에 프랑스 육군 사령관으로 참전하여 로크루아 전투(1643년)에서 스페인 군대에게 심각한 패배를 안겨주며 21세라는 젊은 나이에 전 유럽에서 유명세를 떨쳤다. 콩데는 이어서 1650년대 초반 마자랭 추기경에 맞서서 프롱드의 난을 주도했으며, 이후 스페인에서 잠시 복무하다가 루이 14세에게 사면받아서 프랑스로 돌아왔다.
대 콩데는 수많은 작위와 계승권, 칭호를 지녔다. 그의 작위로는 초대 종친(prince du sang), 프랑스 대귀족(pair de France), 콩데 공, 부르봉 공작, 앙기앵 공작, 몽모랑시 공작, 샤토로 공작, 벨가르드 공작, 프롱삭 공작, 상세르 백작 (1646-1686), 샤롤레 백작 등이 있다.

## 생애
앙리 2세 드 콩데 친왕(Henri II)과 샤를로트 마르그리테 데 몽모랑시(Charlotte Marguerite de Montmorency)의 아들로 태어났다. 프랑스의 국왕인 앙리 4세의 종질이기도 하다. 1621년부터 1646년 자신의 아버지가 사망할 때까지 앙갱 공작(Duc d'Enghien) 칭호를 받았다.
19세의 나이에 30년 전쟁에서 프랑스 군대 진영에 참전했다. 1642년에는 아르망 장 뒤 플레시 드 리슐리외 추기경으로부터 플랑드르(스페인령 네덜란드) 방면 사령관으로 임명되었다. 1463년 5월 19일에 일어난 로크루아 전투에서는 스페인 군대를 포위하면서 결정적인 승리를 기록했다. 같은 해에는 신성 로마 제국으로 진격하면서 모젤강 유역을 공략했고 독일군을 라인강 반대편으로 퇴각시켰다. 1648년 8월 20일에 일어난 랑스 전투에서는 스페인 군대를 상대로 전투를 벌인 끝에 결정적인 승리를 기록했다.
1648년부터 1653년까지 일어난 프롱드의 난에서는 가스통 도를레앙 공작 진영을 지원했지만 루이 14세, 쥘 마자랭에 의해 진압되면서 국외로 추방당하고 만다. 1653년부터 1659년까지 프랑스-스페인 전쟁에서 스페인 군대 진영에 참전했다. 전체적으로는 프랑스가 우세했지만 잉글랜드의 왕당파가 스페인을 지원하면서 전쟁은 교착 상태에 빠지게 된다. 1659년 프랑스와 스페인 사이에 피레네 조약이 체결되면서 루이 2세는 과거의 죄를 용서받고 프랑스로 귀환하게 된다.
1668년 부르고뉴 총독으로 임명된 이후에 스페인의 자치령으로 있던 프랑슈콩테의 정복에 나섰다. 그렇지만 아헨에서 체결된 평화 조약인 엑스라샤펠 조약에 따라 상속 전쟁이 종식되면서 프랑스는 프랑슈콩테를 스페인에 반환하게 된다.
1672년 루이 14세가 프랑스-네덜란드 전쟁을 일으켰다. 루이 친왕은 튀렌 자작이 이끄는 프랑스 군대에 합류했고 라인 강을 건너 네덜란드를 침공하게 된다. 1673년 빌럼 3세 판 오라녜(잉글랜드의 윌리엄 3세)가 신성 로마 제국의 제후들과 동맹 관계를 맺고 반격에 나서면서 프랑스는 위기에 빠지게 된다.
은퇴한 이후에도 그의 인기는 계속되었고 여러 문인들과 어울리면서 자신의 학술, 예술에 관한 논의를 벌였다. 1686년 퐁텐블로궁에서 향년 65세를 일기로 사망했다.